# Colaranea brunnea
Colaranea brunnea är en spindelart som beskrevs av Court och Forster 1988. Colaranea brunnea ingår i släktet Colaranea och familjen hjulspindlar. Inga underarter finns listade i Catalogue of Life.